# Vrede van Saint-Germain-en-Laye
De Vrede van Saint-Germain-en-Laye is een verdrag dat tot stand was gekomen na diplomatieke onderhandelingen tussen de strijdende partijen in de derde oorlog tegen de hugenoten in Frankrijk en getekend werd op 5 augustus 1570 op het kasteel van Saint-Germain-en-Laye, gelegen in de gelijknamige plaats in het Franse departement Yvelines. Het maakte een einde aan de militaire handelingen in de Derde Hugenotenoorlog.

## Geschiedenis
De derde strijd tussen katholieken en protestanten had tijdens de Slag bij Jarnac in 1569 geleid tot de dood van de protestantse leider Lodewijk I van Bourbon-Condé. Hierop werd Hendrik Navarra aangesteld als de nieuwe leider.
Het vredesverdrag werd aan de ene kant getekend door koningin Catharina de' Medici als regentes voor Karel IX van Frankrijk, het koningshuis stond aan katholieke zijde en aan de andere kant door Gaspard de Coligny als leider van de hugenoten.
De volgende punten waren overeengekomen:
- Controle van vier versterkte steden (La Rochelle, Cognac, Montauban en La Charité-sur-Loire) door de hugenoten;
- Alle veroordelingen uit 1559 werden geseponeerd;
- Religieuze en burgerlijke gelijkschakeling;
- De adel mocht gereformeerde erediensten houden in huiselijke kring;
- In ieder bestuurscentrum 2 steden waar gereformeerde erediensten gehouden mochten worden;
- Parijs bleef katholiek;
- De koning zou de betaling van de achterstallige soldij van de protestantse troepen betalen;
- De protestanten mochten publieke functies uitoefenen;
- Catharina de' Medici gaf toestemming voor sluiting van een huwelijksovereenkomst tussen haar dochter Margaretha van Valois en Hendrik van Navarra.

## Nasleep
De vrede was slechts van korte duur. Twee jaar later (1572) vond in Parijs de zogenaamde Bartholomeusnacht plaats, moorden in opdracht van de katholieke hertog Frans van Guise op vooraanstaande hugenoten, waaronder De Coligny. Zij waren in de hoofdstad vanwege het huwelijk van Margaretha en Hendrik. Daarna barstten door het hele land de gewelddadigheden tegen en onderdrukking van de hugenoten weer los.